# Lý Hề
Lý Hề (李谿) (theo Tư trị thông giám và Cựu Ngũ Đại sử) hay Lý Khê (李磎) (theo Cựu Đường thư và Tân Đường thư) (? - 4 tháng 6 năm 895), tên tự Cảnh Vọng (景望), tiểu tự Lý Thư Lâu (李書樓), là một quan lại triều Đường, từng giữ đến chức Đồng bình chương sự dưới triều đại của Đường Chiêu Tông. Trong tình cảnh quyền lực của Hoàng đế suy giảm, các quân phiệt Lý Mậu Trinh, Vương Hành Du, và Hàn Kiến tiến quân vào kinh sư Trường An năm 895, giết chết Lý Hề cùng đồng cấp Vi Chiêu Độ.

## Thân thế
Gia tộc ông xưng là hậu duệ của tướng Lý Mục (李牧) nước Triệu thời Chiến Quốc, và cũng xưng có tổ tiên làm quan dưới các triều đại nhà Tần, nhà Hán, và nhà Tấn. Tổ phụ của ông là Lý Dong (李鄘) từng giữ chức Đồng bình chương sự trong một thời gian ngắn dưới triều đại của Đường Hiến Tông, trước khi từ vị. Phụ thân của Lý Hề là Lý Thức (李拭), từng giữ chức Khởi cư xá nhân và một số chức vụ quan trọng khác, như Kinh Triệu doãn, Hà Đông tiết độ sứ, Phượng Tường tiết độ sứ.

## Sự nghiệp ban đầu
Lý Hề được miêu tả là bác học đa thông văn chương, thi đỗ Tiến sĩ vào năm 859, ngay trong lần thi cử đầu tiên. Sau đó, ông được bổ nhiệm giữ chức Hộ bộ lang trung, song nhậm chức tại đông đô Lạc Dương. Ông từng hặc tấu hoạn quan Hác Cảnh Toàn (郝景全) không giữ đúng phép tắc, đáp lại, Cảnh Toàn trích tấu Lý Hề phạm húy Đường Thuận Tông Lý Tụng (李誦) khi dùng chữ "tụng" (訟) trong tấu chương (mặc dù hai chữ này viết khác nhau), do vậy thoạt đầu Lý Hề bị cắt một phần bổng lộc. Lý Hề sau đó lại trình một tấu chương khác, nói rằng từ mà ông sử dụng từng xuất hiện trong chiếu chỉ của hoàng đế, vì thế ông không đáng bị trừng phạt, kết quả là ông không còn bị đoạt bổng lộc nữa.
Dưới thời Đường Hy Tông, quân nổi dậy Hoàng Sào công chiếm Lạc Dương vào năm 879,, Lý Hề mang theo tám ấn của Thượng Thư tỉnh vượt qua Hoàng Hà, và chạy đến Hà Dương. Tướng lưu thủ Hà Dương là Lưu Doãn Chương (劉允章) trước đó đã đầu hàng Hoàng Sào, vì thế đã cử người đến chỗ Lý Hề yêu cầu giao lại ấn, song Lý Hề từ chối. Lưu Doãn Chương nhận ra rằng mình không cần thiết phải quy phục Hoàng Sào, và sau đó quyết định từ bỏ lòng trung thành với Hoàng Sào.
Tiếp đó, khi Tương vương Lý Uân xưng đế vào năm 886, Lý Hề khi đó đang ở tại Hoài Nam, ông cố gắng thuyết phục Hoài Nam tiết độ sứ Cao Biền không công nhận Lý Uân, song vô ích. Sau đó, Lý Hề được triệu về Trường An giữ chức Trung thư xá nhân, Hàn lâm học sĩ. Về sau, ông từ vị và lui về Hoa Âm, song một lần nữa lại được triệu đến kinh sư làm học sĩ.

## Làm Đồng bình chương sự
Năm 894, Đường Chiêu Tông bổ nhiệm Hàn lâm học sĩ thừa chỉ Lý Hề giữ chức Đồng bình chương sự. Tuy nhiên, do đồng cấp Thôi Chiêu Vĩ không ưa Lý Hề và lo sợ rằng Lý Hề sẽ khiến quyền lực của mình bị ảnh hưởng, Thôi Chiêu Vĩ do đó đã thuyết phục Thủy bộ lang trung Lưu Tri Chế (劉崇魯) mạng áo tang và khóc lóc trong lúc thượng triều. Lưu Tri Chế nói rằng Lý Hề gian tà và trở thành Hàn lâm học sĩ là do dựa vào các hoạn quan Dương Phục Cung và Tây Môn Quân Toại (西門君遂), vì thế xã tắc lâm nguy. Đường Chiêu Tông do vậy quyết định hủy bỏ việc thăng chức cho Lý Hề, thay vào đó cho ông giữ chức Thái tử thiếu phó. Đáp lại, Lý Hề dâng 10 biểu để bảo vệ mình và buộc tội Lưu Tri Chế, còn nói đến chuyện phụ thân của Lưu Tri Chế là Lưu Phù (劉符) tự vẫn khi bị phát hiện tham nhũng, và cáo buộc Lưu Tri Chế và huynh đệ của ông ta là Lưu Sùng Vọng (劉崇望) mới là những người có quan hệ với các hoạn quan. Ông vẫn không dừng thượng biểu ngay cả sau khi Đường Chiêu Tông đình chỉ công tác của Lưu Tri Chế.
Đường Chiêu Tông vẫn xem trọng tài năng của Lý Hề, và đến mùa xuân năm 895, ông lại được bổ nhiệm là Đồng bình chương sự, cùng Hộ bộ thị lang. Thôi Chiêu Vĩ khi đó có quan hệ thân thiết với Phượng Tường tiết độ sứ Lý Mậu Trinh và Tĩnh Nan tiết độ sứ Vương Hành Du, Thôi Chiêu Vĩ thông báo với hai người này rằng Vi Chiêu Độ là người ngăn cản việc trao chức Thượng thư lệnh cho Vương Hành Du và tiến cử Lý Hề làm Đồng bình chương sự; thậm chí còn nói rằng Vi Chiêu Độ và Lý Hề ủng hộ tiến hành một chiến dịch chống lại Lý Mậu Trinh và Vương Hành Du như Đỗ Nhượng Năng lúc trước. Do đó, Lý Mậu Trinh và Vương Hành Du sau đó nhiều lần thỉnh cầu phản đối việc bổ nhiệm Lý Hề làm Đồng bình chương sự, Đường Chiêu Tông buộc phải bãi chức Lý Hề, giáng ông làm Thái tử thiếu sư.

## Qua đời
Ngay sau đó, Lý Mậu Trinh, Vương Hành Du và Trấn Quốc tiết độ sứ Hàn Kiến đã quyết định tiến vào Trường An để buộc Đường Chiêu Tông phải chấp thuận một kiến nghị khác của họ. Sau khi đến Trường An, họ yêu cầu Đường Chiêu Tông ra lệnh hành quyết Lý Hề và Vi Chiêu Độ. Đường Chiêu Tông từ chối, song họ đã tự ý xử tử Lý Hề và Vi Chiêu Độ. Con của Lý Hề là Lý Duyện (李沇) cũng bị giết. Sau khi Lý Khắc Dụng tiến công và đánh bại Vương Hành Du, Đường Chiêu Tông truy phục quan tước cho Lý Hề, truy phong là Tư đồ.
Theo ghi chép thì Lý Hề là người ham học và có một bộ sưu tập sách lớn, do vậy mà có tiểu tự là Thư Lâu, tức là lầu sách. Ông cũng là một nhà văn và nhà chú giải có nhiều tác phẩm. Tuy nhiên, sau khi ông qua đời, bộ sưu tập bị thất lạc.